# 新林インターチェンジ
新林インターチェンジ（しんばやしインターチェンジ）は、愛知県知立市新林町にある、衣浦豊田道路（国道419号）のインターチェンジである。豊田方面のみのハーフICで、料金は牛田ICまたは牛田TBで支払う。計画時の仮称は新林北インターチェンジであった。

## 接続する道路
- 直接接続
  - 国道419号（側道）
- 間接接続
  - 知立市道新林町1号線
  - 愛知県道298号安城知立線

出入口そのものは高架下の側道と接続しているが、側道経由で県道298号などとも間接的に接続する。一方、IC東側の愛知県道285号安城八ツ田知立線とはランプウェイの向きの関係から接続できない。

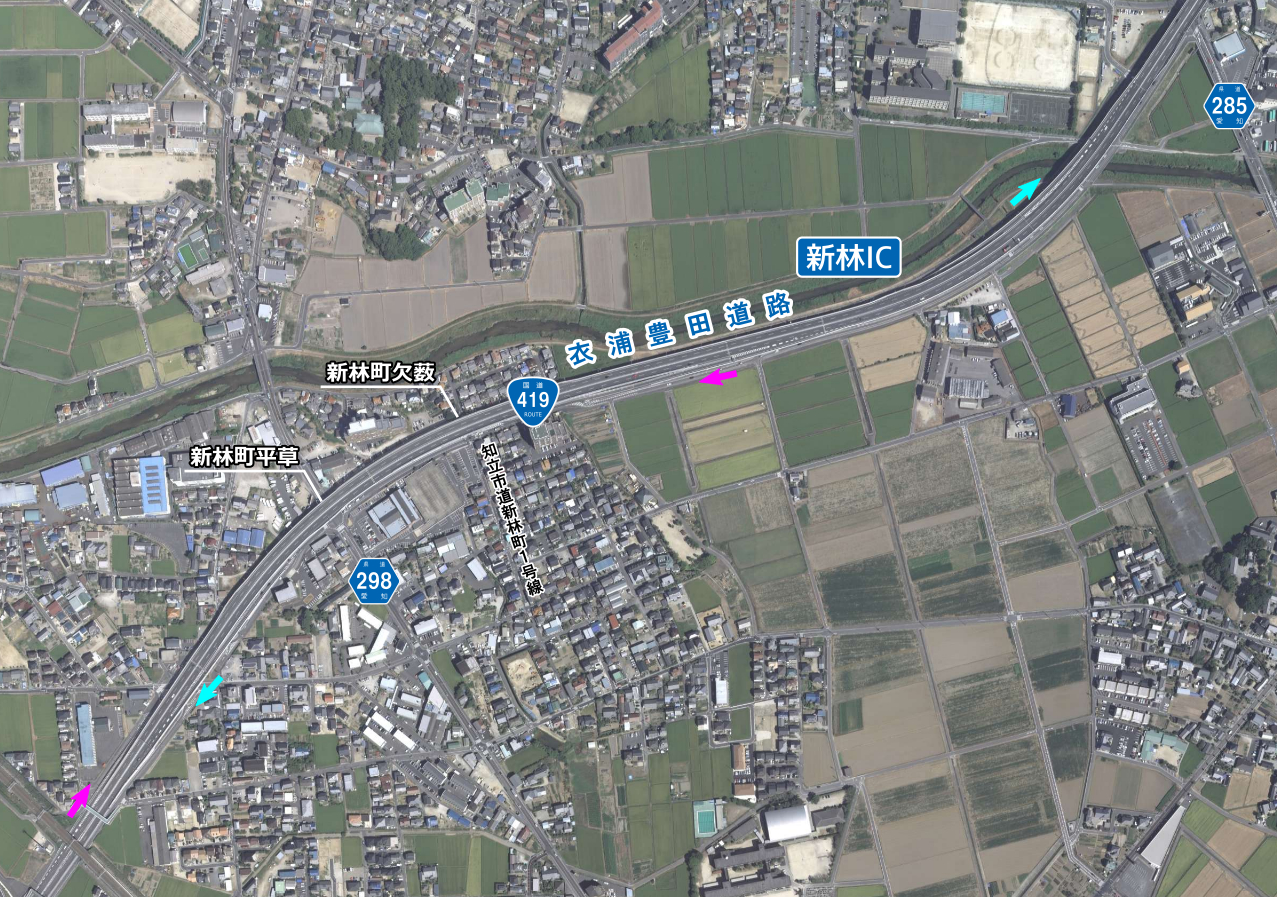
新林IC周辺。左下は有料区間終点の流出・流入路。 帰属：国土交通省「国土画像情報（カラー空中写真）」配布元：国土地理院地図・空中写真閲覧サービス

## 隣
衣浦豊田道路（有料区間）
（有料区間終点） - 新林IC - 牛田IC/TB
碧南方面の出入口は新林ICから0.7km先にあり、その流入・流出路が本線と合流する地点が（有料区間としての）衣浦豊田道路の終点となる。